# Fabio Basile
Fabio Basile (Rivoli, 7 de octubre de 1994) es un deportista italiano que compite en judo.
Participó en dos Juegos Olímpicos de Verano, en los años 2016 y Tokio 2020, obteniendo una medalla de oro en Río de Janeiro 2016,en la categoría de –66 kg. Ganó una medalla de bronce en el Campeonato Europeo de Judo de 2016.

## Palmarés internacional
| Juegos Olímpicos   | Juegos Olímpicos        | Juegos Olímpicos  | Juegos Olímpicos |
| Año                | Lugar                   | Medalla           | Categoría        |
| ------------------ | ----------------------- | ----------------- | ---------------- |
| 2016               | Río de Janeiro (Brasil) | Medalla de oro    | –66 kg           |
| Campeonato Europeo |                         |                   |                  |
| Año                | Lugar                   | Medalla           | Categoría        |
| 2016               | Kazán (Rusia)           | Medalla de bronce | –66 kg           |